# Samum
Samûm är en pjäs av August Strindberg från 1889. Dramat utspelar sig i Algeriet i Strindbergs samtid, men innehåller en del övernaturliga inslag. Som förebild har Strindberg själv framhållit Edgar Allan Poe, som han kände stor beundran för - en beundran han delade med sin vän Emil Kléen.